# Federación Internacional de Información y Documentación
La Federación Internacional de Información y Documentación (FID) fue creada en 1895 en Bruselas por Paul Otlet y Henri La Fontaine como el Instituto Internacional de Bibliografía, denominación que irá cambiando en el tiempo, según vayan modificándose los intereses del centro. El resultado más importante obtenido por este instituto fue la creación de la CDU, la Clasificación Decimal Universal bibliotecaria.
Desaparece formalmente el 31/03/2001, tras decaer su actividad en los años 90 del siglo XX y debido a una serie de problemas, especialmente vinculados a la falta de financiación de UNESCO, su principal apoyo y tensiones en su relación con FIAB (IFLA)